# 福卡多斯河
福卡多斯河（Forcados River）長198公里，位於奈及利亞南部，為尼日河三角洲主要的通航河道，於阿博下游32公里處與尼日河主河道分離，流經區域多為紅樹林沼澤及海岸沙脊，最後注入貝南灣，自1900年起成為溝通尼日河及幾內亞灣的主要通道。
雖然福卡多斯河為重要的貿易通道，但因泥沙淤積，自1939年起海輪即無法通航，現今大型船隻須依賴北方25公里的埃斯克拉沃斯河溝通尼日河，該河於1961年至1964年清淤擴建後，已可通行吃水7公尺深的船隻。
1964年，河口附近的布魯圖近海地區發現原油蘊藏，隔年開始開採，1971年，原先荒廢的福卡多斯港因石油開採而重新運作，以水下油管與產油地區連接。